# Антонівці (Хмельницький район)
Анто́нівці — село у Ярмолинецькій селищній громаді Хмельницького району Хмельницької області.

## Географія
Подільське село Антонівці розташоване в західній частині України. Через село проходить автошлях національного значення Н03.

## Історія
З 24 серпня 1991 року село входить до складу незалежної України.
17 липня 2020 року, в результаті адміністративно-територіальної реформи та ліквідації Ярмолинецького району, село увійшло до складу новоутвореного Хмельницького району.

## Населення
Населення становить 539 осіб на 2001 рік.

### Мова
Розподіл населення за рідною мовою за даними перепису 2001 року:
| Мова       | Кількість | Відсоток |
| ---------- | --------- | -------- |
| українська | 523       | 97.03%   |
| російська  | 13        | 2.40%    |
| білоруська | 1         | 0.19%    |
| вірменська | 1         | 0.19%    |
| ромська    | 1         | 0.19%    |
| Усього     | 539       | 100%     |

## Символіка

### Герб
Щит перетятий вузькою срібною балкою, двічі перетятою чорними нитяними балками. В першій лазуровій частині зелене, облямоване сріблом, вістря, супроводжуване по сторонах двома меншими укороченими зеленими вістрями; вістря обтяжене срібною підковою, поверх якої золотий натягнутий лук стрілою догори, і супроводжується справа золотим усміхненим сонцем, зліва золотим кругом з червоним бурхливо-хвилястим візерунком в шістнадцять хвиль, всередині якого червоний круг. В другій зеленій частині над опуклою базою, 5 разів перемінно опукло перетятою срібним і лазуровим, золота хлібина на срібному рушникові. Щит вписаний в золотий декоративний картуш і увінчаний золотою сільською короною. Унизу картуша напис «АНТОНІВЦІ».

### Прапор
Квадратне полотнище поділене горизонтально у співвідношенні 70:7:28:15 на чотири смуги: синю; 4 рази перетяту білим і чорним; зелену; 5 разів перетяту білим і синім. На верхній синій смузі зелене, облямоване білим, вістря, супроводжуване по сторонах двома меншими зеленими вістрями; вістря обтяжене білою підковою, поверх якої жовтий натягнутий лук стрілою догори, і супроводжується в древковому куті жовтим усміхненим сонцем, у вільному куті жовтим кругом з червоним бурхливо-хвилястим візерунком в шістнадцять хвиль, всередині якого червоний круг. На зеленій смузі жовта хлібина на білому рушникові.

### Пояснення символіки
Три вістря означають горбкувату місцевість. Лук — символ захисту від татарських нападів. Підкова — символ давніх ковальських традицій. Золотий круг — стилізований трипільський візерунок. Чорно-срібна балка — символ дороги, біля якої розташоване село. Хлібина на рушнику — символ гостинності; опукла база, на якій три лазурових опуклих балки — символ витоків з одного горба, які впадають у води трьох рік: Вовчка, Вовка і Дністра.
На прапорі повторюються кольори і фігури герба.

## Галерея

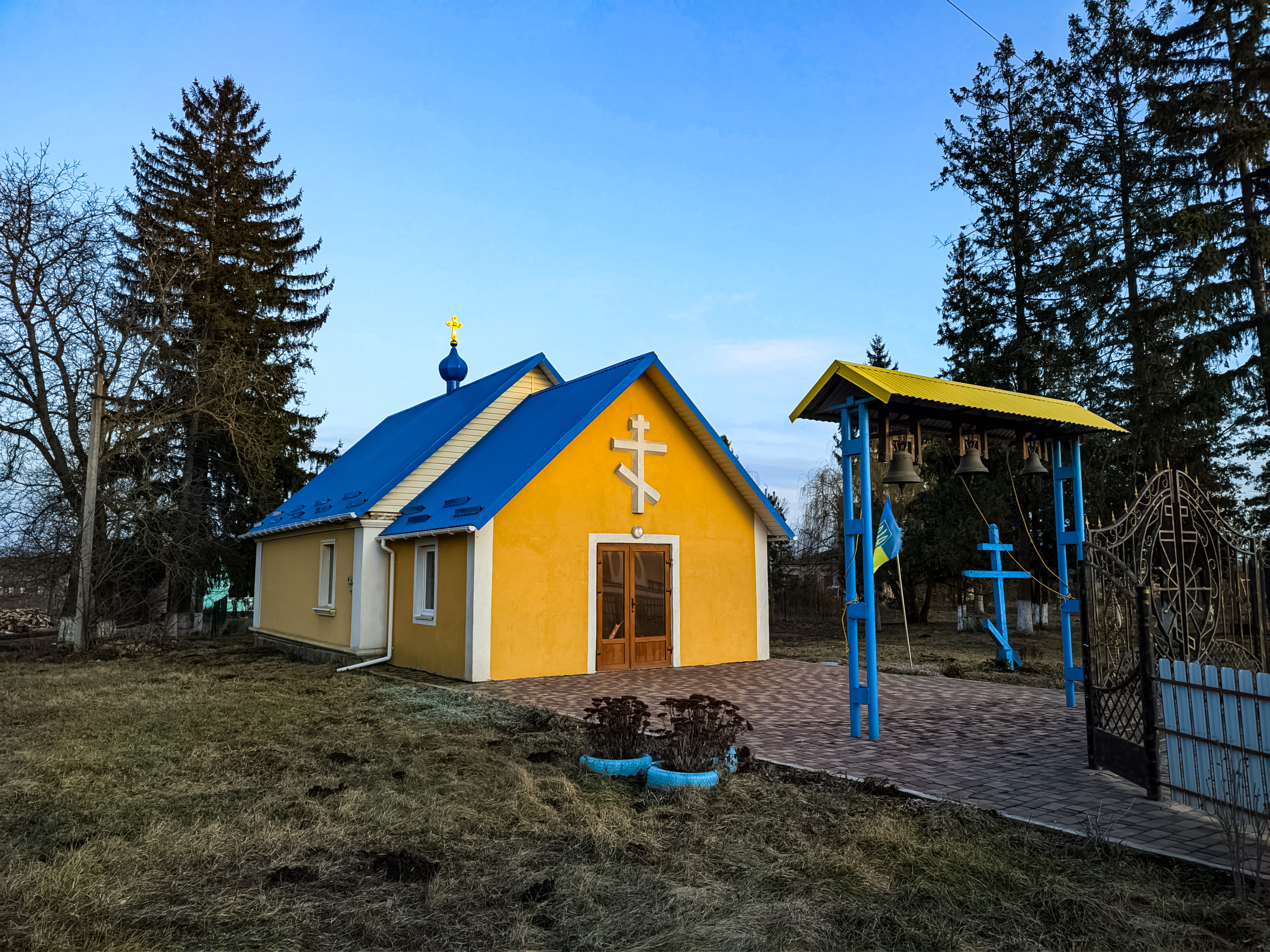
Сільська церква
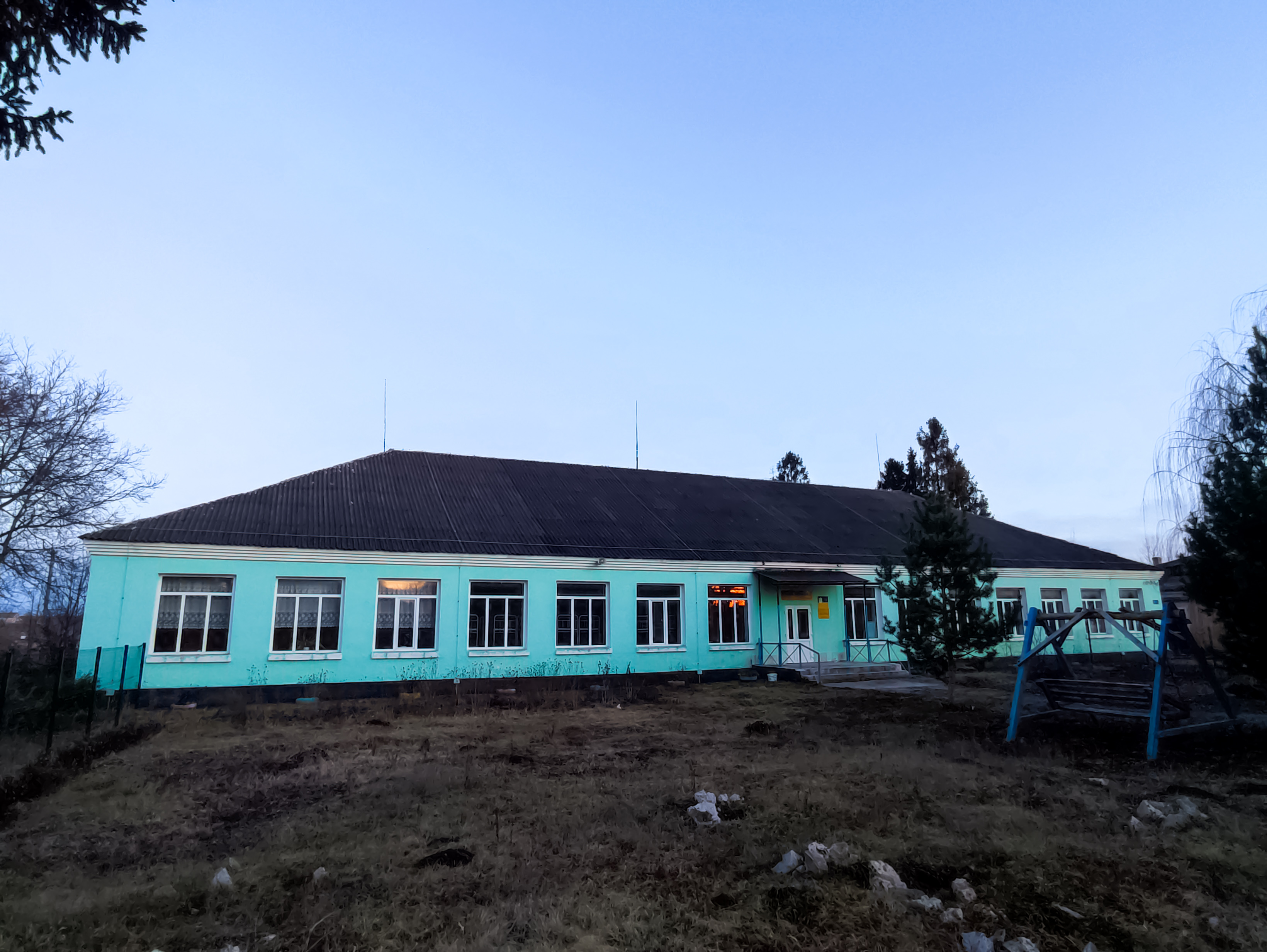
Закрита школа
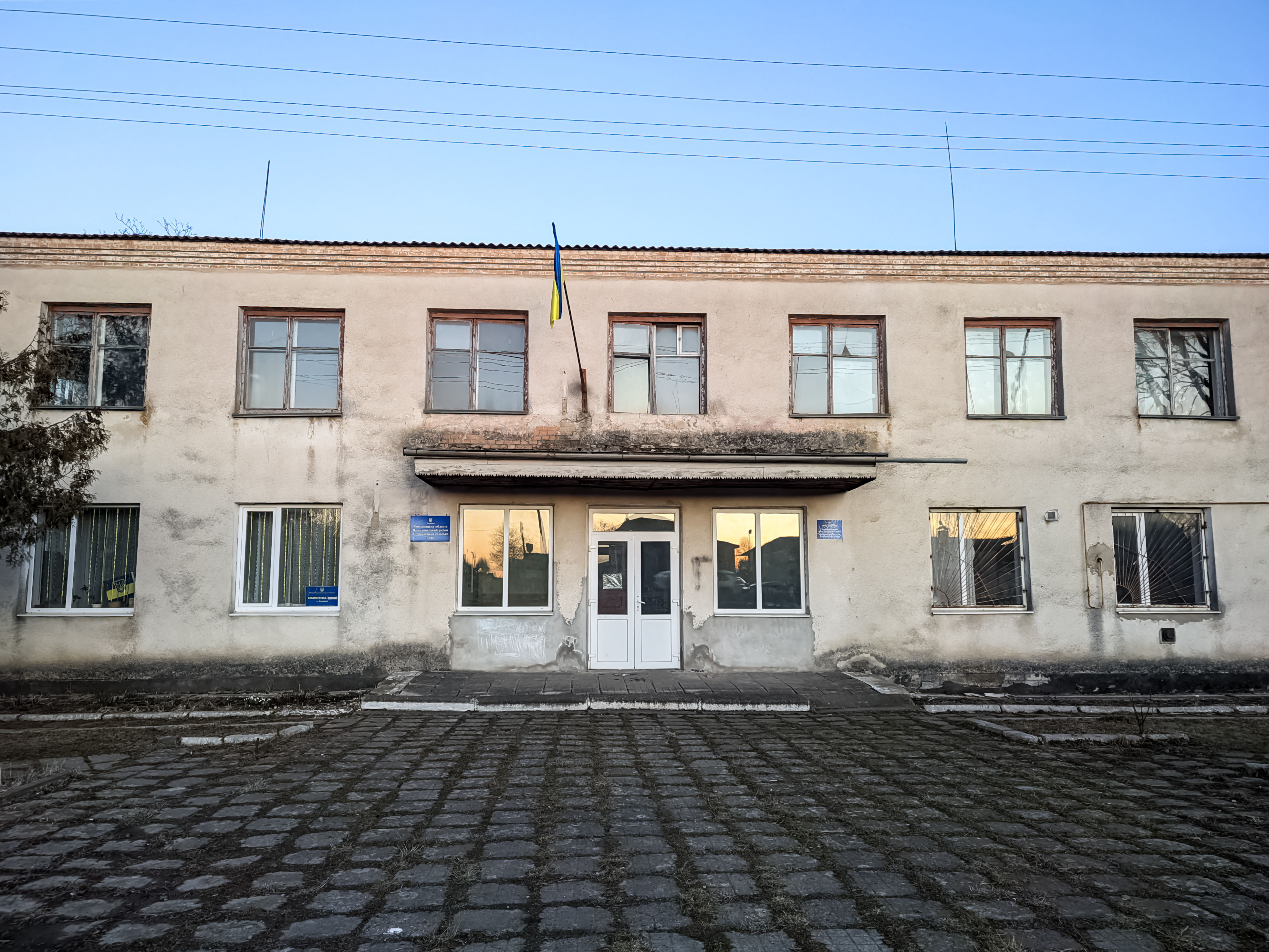
Адмінбудівля
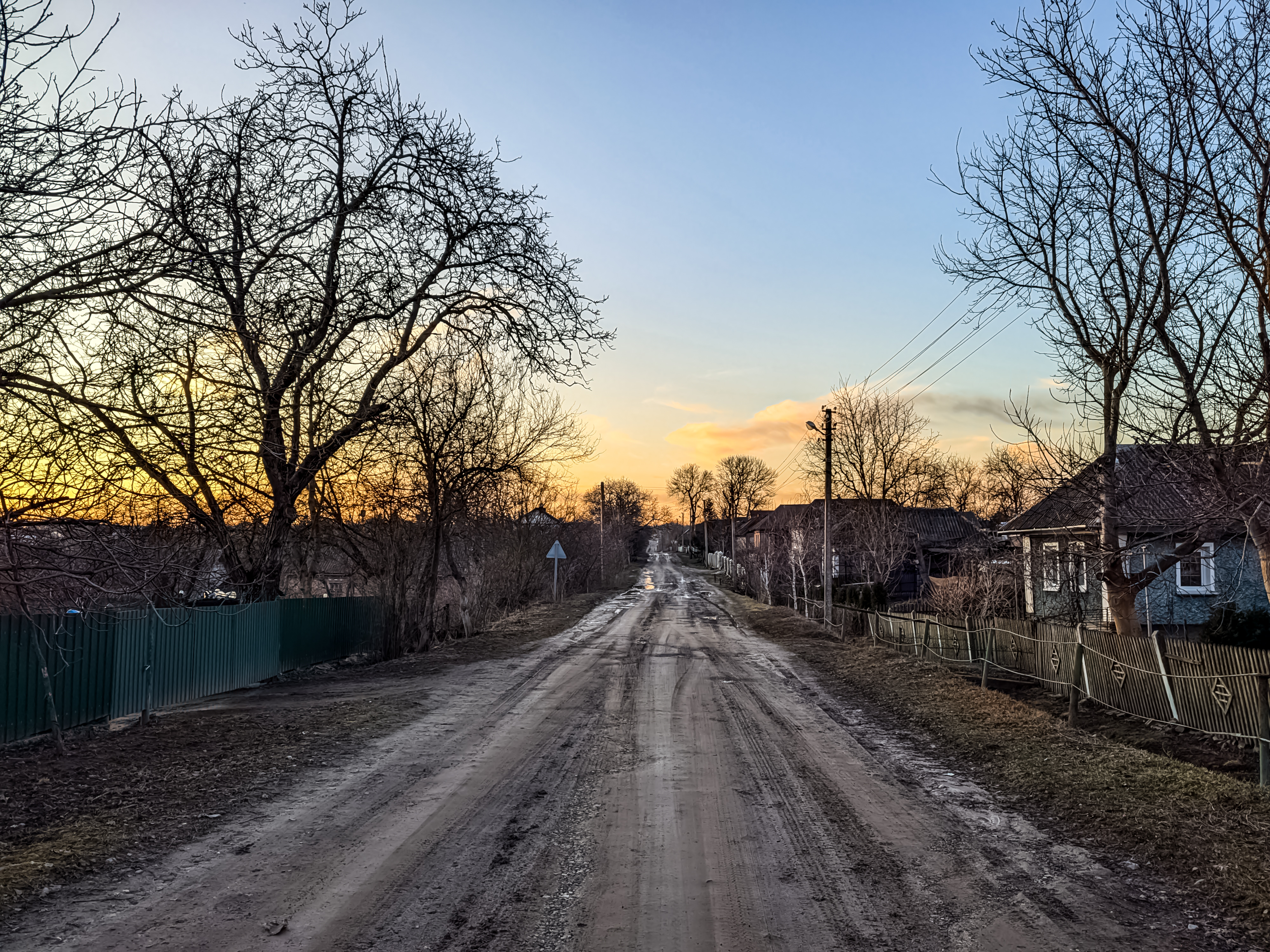
Вулиця Центральна
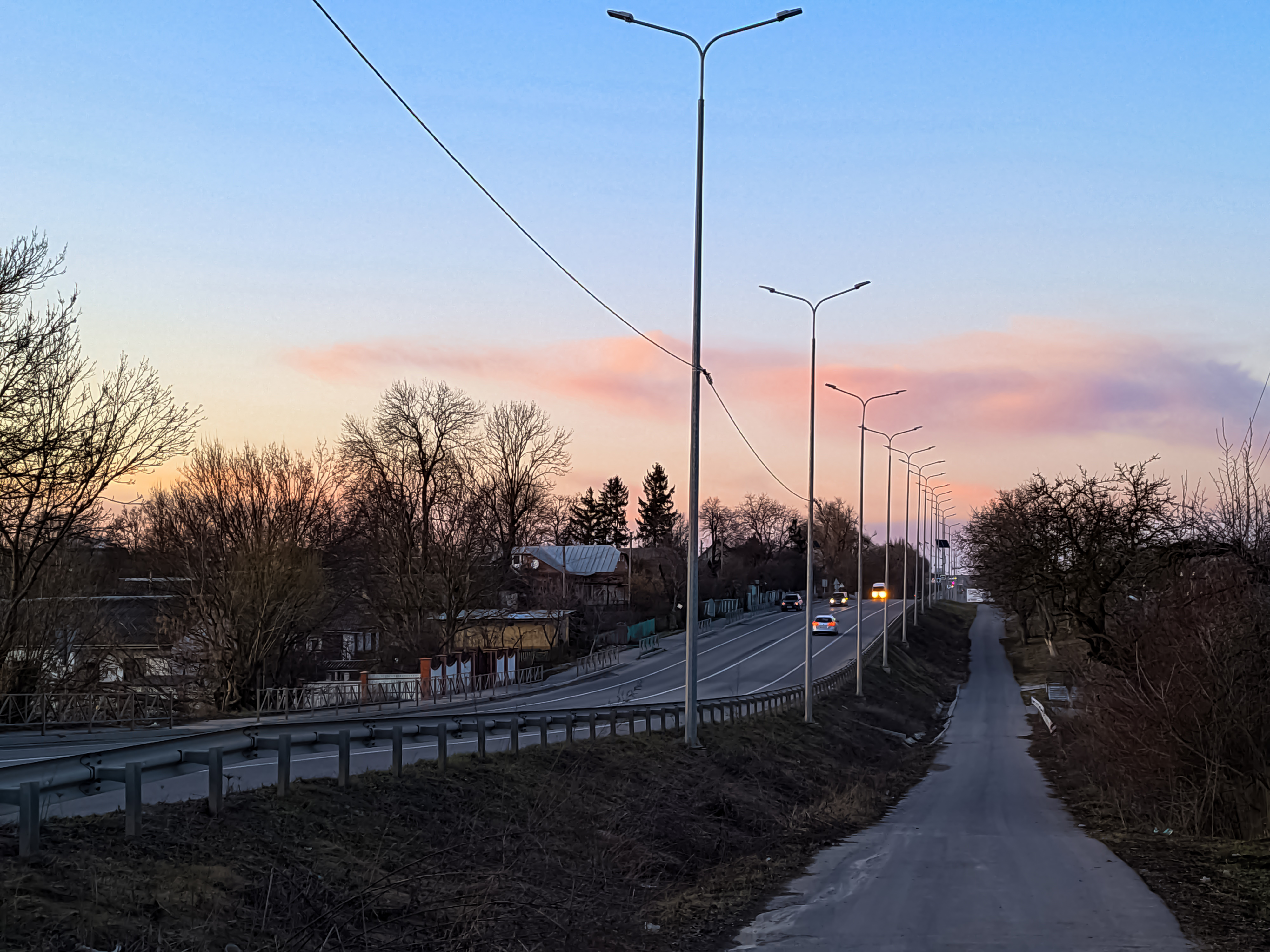
Автошлях Н03, що проходить через село
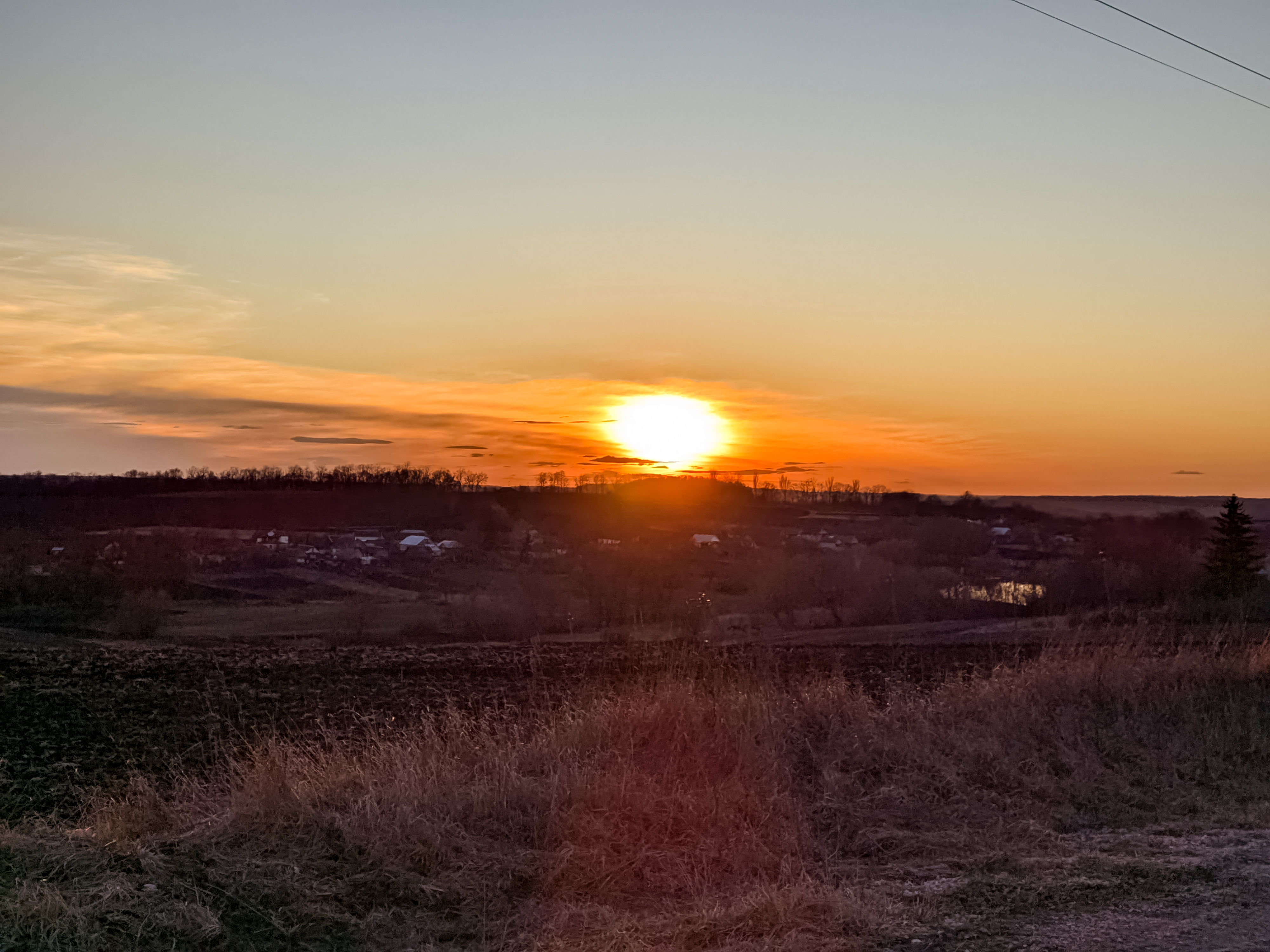
Захід Сонця над селом